# Homat el Dijar
Homat el Dijar (arabsko حـماةَ الـديار, kar pomeni Čuvarji dežele), je državna himna Sirije. Besedilo je napisal Halil Mardam Bej, uglasbila pa sta jo Mohamad Salim Flajfel in Ahmad Salim Flajfel, ki sta poleg tega ugasbila še himno Palestine in več arabskih narodnih pesmi.
Homat el Dijar se kot himna uporablja od leta 1936, do danes, izjema je bilo le obdobje Združene arabske republike med letoma 1958 in 1961, ko je bila himna te države zlepljenka Homat el Dijar in takratne himne Egipta.

## Besedilo
Spodaj je podano besedilo himne v arabščini ter dobesednem prevodu v slovenščino:
| حـماةَ الـديارِ عليكمْ سـلامْ أبَتْ أنْ تـذِلَّ النفـوسُ الكرامْ عـرينُ العروبةِ بيتٌ حَـرام وعرشُ الشّموسِ حِمَىً لا يُضَامْ ربوعُ الشّـآمِ بـروجُ العَـلا تُحاكي السّـماءَ بعـالي السَّـنا فأرضٌ زهتْ بالشّموسِ الوِضَا سَـماءٌ لَعَمـرُكَ أو كالسَّـما رفيـفُ الأماني وخَفـقُ الفؤادْ عـلى عَـلَمٍ ضَمَّ شَـمْلَ البلادْ أما فيهِ منْ كُـلِّ عـينٍ سَـوادْ ومِـن دمِ كـلِّ شَـهيدٍ مِـدادْ؟ نفـوسٌ أبـاةٌ ومـاضٍ مجيـدْ وروحُ الأضاحي رقيبٌ عَـتيدْ فمِـنّا الوليـدُ و مِـنّا الرّشـيدْ فلـمْ لا نَسُـودُ ولِمْ لا نشـي | valign="top" \| Čuvarji dežele Čuvarji dežele, mir z vami. Naš ponosni duh ne bo podjarmljen. Zidak arabizma, posvečeno svetišče, sedež zvezd, neoskrunljivo varovalo. |  |